# Савка Галина Михайлівна
Савка Галина Михайлівна (нар. 4 січня 1956, Богданівка - 30 квітня 2024, Київ) — заслужена артистка України, поетеса. Дружина Народного артиста України Савки Степана Станіславовича.

## Біографія
Галина Михайлівна Савка народилася 10 грудня 1955 (за документами 4 січня 1956) року у с. Богданівка Хмельницької області. Закінчила Хмельницьке медичне училище та Київський державний інститут театрального мистецтва ім. І. Карпенка-Карого (театрознавець, організатор театральної справи).
Працювала артисткою Київського комунального закладу «Київконцерт».
Разом з чоловіком-народним артистом України Степаном Савкою виховали сина Сергія (артист оригінального жанру, ведучий телепрограми «Атака магії») та доньку Мар'янку (випускниця Київського Національного університету культури та мистецтв), виховують онуків.

## Творчість
Працює партнеркою в ілюзіон-шоу Народного артиста України Степана Савки, допомагає, як сценарист, у випуску телевізійних програм «Вулик пана Савки», «На сьомому небі». Захоплюється поезією, малюванням.
На окремі вірші Галини Савки написані пісні композиторами Юрієм Шевченком та  Ганною Чубач, які звучать у виконанні Мар'янки Савки — улюбленої доньки майстрів оригінального жанру, інших виконавців.
Дует Степана Савки і Галини Савки успішно гастролюють по світу. Концертну програму українських митців бачили в таких країнах, як: Японія, Танзанія, Велика Британія, Королівство Марокко, Ізраїль, Німеччина, Корея, Фінляндія, Сейшельські острови, Сполучені Штати Америки, загалом — в 40 країнах світу.

### Книжкові видання
- «Я просто хочу з вами розмовляти…» -К.: ТОВ «Український рейтинг», 2010 .128 с. ISBN 978-966-97103-2-1
- «Мелодії моєї душі». -К.: ТОВ «Український рейтинг», 2012. — 112 с.

## Громадська діяльність
Займається активною громадською доброчинною діяльністю в Міжнародному доброчинному фонді «Українська хата» та багатьох інших громадських формуваннях, жіночих організаціях Києва. Разом з чоловіком — благодійники. Член журі Всеукраїнського фестивалю мистецтв «Майбутнє України — діти!»

## Нагороди і відзнаки
Дует Галини і Степана Савки — лауреат міжнародного конкурсу сучасної магії в жанрі ілюзії та маніпуляцій (Чехія — 1987 р., Польща — 1988 г.). На конкурсі в Карлових Варах дует отримав одразу 2 премії — це рідкісний випадок для конкурсів такого рівня.
- 1990 — почесне звання «Заслужена артистка України»,
- 2000 — лауреат Міжнародної премії «Дружба»,
- 2005 — Нагрудний знак «Знак Пошани» (Київ)
- 2012 — Лауреат Міжнародної премії за доброчинність МДФ «Українська хата».